# Liste kurdischer Ortsnamen in der Türkei/G–L
| Offizieller Name | Kurdischer Name                          | Objekt              | Landkreis     | Provinz       | Hintergründe zu den Namen |
| ---------------- | ---------------------------------------- | ------------------- | ------------- | ------------- | --- |
| Gaziantep        | Dîlok, Entep                             | Stadt und Provinz   | –             | Gaziantep     | Das antike Doliche. Die Araber nannten Doliche Dulūk. Der kurdische Name Dilok ist eine Variante davon. Auch auf Sorani heißt die Stadt ebenfalls Diluk oder Entab. |
| Geçimli          | Ergan                                    | Dorf                | Hozat         | Tunceli       | Der Name Ergan ist der frühere Dorfname und armenischen Ursprungs |
| Geçitli          | Geylan                                   | Dorf                | Karlıova      | Bingöl        | Der ursprüngliche Name lautet Geylan. Dieser Name ist beim Katasteramt registriert. Die Umbenennung zu Geçitli erfolgte vor 1962. |
| Geçitli          | Peyanis                                  | Kleinstadt          | –             | Hakkâri       | Der ursprüngliche Name Piyanis bezeichnet den kurdischen Stamm der Pinyaniş. |
| Geçityaka        | Çûçik                                    | Dorf                | Pertek        | Tunceli       | |
| Gelincik         | Erûsek, Ersek                            | Dorf                | Dicle         | Diyarbakır    | Der Name Gelincik („Kleine Braut“) ist die türkisierte Form des ursprünglichen Namens Arusek. Erûs (kurd.) bedeutet ebenfalls „Braut“. |
| Gelinkaya        | Kefirhewar                               | Ortschaft           | Midyat        | Mardin        | |
| Genç             | Dara Hênê, Dara Hêni                     | Stadt und Landkreis | Genç          | Bingöl        | Im Osmanischen Reich lautete der Name Darahini (داراهيني) |
| Gercüş           | Kercews                                  | Stadt und Landkreis | Gercüş        | Batman        | |
| Gerger           | Alduş                                    | Stadt und Landkreis | Gerger        | Adıyaman      | Der heutige Name Gerger ist armenischen Ursprungs. Nefsi Gerger der frühere Ortsname des Dorfes Oymaklı. |
| Geriş            | Gerıse                                   | Dorf                | Nazımiye      | Tunceli       | |
| Gevaş            | Westan                                   | Stadt und Landkreis | Gevaş         | Van           | |
| Girmeli          | Girê Mîra, Girê Mîran                    | Ortschaft           | Nusaybin      | Mardin        | |
| Göğebakan        | Kapuzan                                  | Dorf                | Diyadin       | Ağrı          | |
| Gökçe            | Ewrek                                    | Dorf                | Beytüşşebap   | Şırnak        | Frühere Namen waren Gelyemamhuran und Evrek. |
| Gökçe            | Selax                                    | Kleinstadt          | Kızıltepe     | Mardin        | Der ursprüngliche Name der Ortschaft lautet Selah oder Salah. Dieser Name ist bereits im 16. Jahrhundert belegt. |
| Gökçedal         | Deştîl, Deşt                             | Dorf                | Yayladere     | Bingöl        | Der frühere Name lautete Deştîl. Dieser ist auch in dieser Form im Grundbuch registriert. |
| Gölbaşı          | Sergol, Serêgolê und Qereçalik           | Stadt und Landkreis | Gölbaşı       | Adıyaman      | Gölbaşı und Serêgolê bedeuten beide „Kopf[ende] des Sees“. |
| Gölbaşı          | Xirbê Hacî                               | Dorf                | Savur         | Mardin        | |
| Göle             | Mêrdînik, Gole                           | Stadt und Landkreis | Göle          | Ardahan       | |
| Gövdeli          | Taxsiyan                                 | Dorf                | Pertek        | Tunceli       | |
| Gözlüce          | Heremreş                                 | Dorf                | Kızıltepe     | Mardin        | Haramreş ist der ursprüngliche Name. Dieser Name ist kurdischen Ursprungs und bedeutet "Schwarzes Gebiet". |
| Gözüpek          | Korankomu                                | Dorf                | Diyadin       | Ağrı          | Vor der Umbenennung zu Gözüpek hieß das Dorf Korankomu. Dieser Name ist kurdischer Herkunft und beim Katasteramt verzeichnet. Der heutige türkische Name bedeutet „unerschrocken“. |
| Güçlükonak       | Basê                                     | Stadt und Landkreis | Güçlükonak    | Şırnak        | |
| Gülgöze          | Êwert                                    | Dorf                | Midyat        | Mardin        | |
| Gülveren         | Behwar                                   | Dorf                | Midyat        | Mardin        | |
| Gümüşkanat       | Kêboran                                  | Dorf                | Mutki         | Bitlis        | Der ursprüngliche Name lautet Keyburan. |
| Günbuldu         | Maya                                     | Dorf                | Diyadin       | Ağrı          | Vor der Umbenennung zu Günbuldu („Er fand den Tag“) hieß das Dorf Maya, bisweilen auch „Meya“ geschrieben. Dieser Name ist in der Form Maya beim Katasteramt verzeichnet. |
| Güneşlik         | Avtariç                                  | Dorf                | Yayladere     | Bingöl        | In osmanischen Dokumenten des 16. Jahrhunderts wird Güneşlik unter dem Namen Haftariç-i 'Ulya („Oberes Haftariç“) geführt. Der Name Haftariç wird nach wie vor von der lokalen Bevölkerung verwendet. Der Name ist im Grundbuch verzeichnet und wurde bei Volkszählungen als Alternativbezeichnung verwendet.                                                               |
| Güneyağıl        | Cobir, Cibir, Cibirköy                   | Dorf                | Kiğı          | Bingöl        | In osmanischen Verzeichnissen hieß der Ort Ceber-i Kiğı und wurde als „nicht muslimisch“ (gayrimüslim) geführt. Der ursprünglich kurdische Dorfname wurde 1928 auf Erlass des Innenministeriums geändert. 2009 nahm das Katasteramt den Namen Cibirköy wieder in das Register auf.                                                                                          |
| Güneycik         | Azge                                     | Dorf                | Nazımiye      | Tunceli       | |
| Günlüce          | Kalmem, Kalman                           | Dorf                | Nazımiye      | Tunceli       | In den 1980er Jahren versuchte man, die türkische Herkunft des kurdischen Ortsnamens und damit der Bevölkerung zu beweisen. |
| Günlük           | Anzêvîng, Anzevîk                        | Dorf                | Yayladere     | Bingöl        | Der frühere Name lautete Anzevik. Dieser ist auch in derselben Form im Grundbuch registriert. |
| Gürdere          | Civyan                                   | Dorf                | Yüksekova     | Hakkâri       | Gürdere bedeutet „Üppiger Bach“. Der Name Civyan ist beim Katasteramt registriert. |
| Gürmeşe          | Badîna                                   | Dorf                | Kızıltepe     | Mardin        | Der ursprüngliche Name der Ortschaft lautet Badinan. Dieser Name ist beim Grundbuchamt registriert. |
| Güroymak         | Norşîn                                   | Stadt und Landkreis | Güroymak      | Bitlis        | |
| Gürpınar         | Payizava, Xewasor                        | Stadt und Landkreis | Gürpınar      | Van           | |
| Gürses           | Davudi                                   | verlassenes Dorf    | Çınar         | Diyarbakır    | Der ursprüngliche Name lautet Davudi. |
| Gürün            | Girîn                                    | Stadt und Landkreis | Gürün         | Sivas         | |
| Güven            | Bacin                                    | Dorf                | Midyat        | Mardin        | |
| Güzelpınar       | Hosum                                    | Dorf                | Nazımiye      | Tunceli       | |
| Güzelsu          | Hoşap                                    | Ortschaft           | Gürpınar      | Van           | Bekannt ist die Burgruine Hoşap. Der türkische und kurdische Name haben dieselbe Bedeutung: „Schönes Wasser“. |
| Haberli          | Basibirin                                | Dorf                | İdil          | Şırnak        | Der frühere Name der Siedlung lautet Basbirin. Der Turoyo-Name Beth Sbirino kommt vom syrischen Beth Sabro, was Haus der Hoffnung bedeutet. |
| Hacılar          | Hacıyan                                  | Dorf                | Karlıova      | Bingöl        | Der heutige Name („Pilger“) ist die türkisierte Form des ursprünglichen Namens Haciyan. Letzterer ist beim Katasteramt als ehemaliger Name verzeichnet. |
| Hakkâri          | Colemêrg                                 | Stadt und Provinz   | –             | Hakkâri       | Die alte Namensformen lauteten Djūlāmerg oder Djulamerik |
| Haktanır         | Hop                                      | Dorf                | Yayladere     | Bingöl        | Hop ist die ursprüngliche Namensform. Im Jahresbericht der Provinz des Jahres 1973 ist Hop noch als Alternativbezeichnung aufgeführt. |
| Halfeti          | Xelfêtî                                  | Stadt und Landkreis | Halfeti       | Şanlıurfa     | |
| Hamur            | Xamûr, Xêmûr                             | Stadt und Landkreis | Hamur         | Ağrı          | |
| Hanak            | Xanek                                    | Stadt und Landkreis | Hanak         | Ardahan       | |
| Hani             | Hênê                                     | Stadt und Landkreis | Hani          | Diyarbakır    | |
| Hasankeyf        | Heskîf                                   | Stadt und Landkreis | Hasankeyf     | Batman        | Der Ursprung des Namensteils „keyf“ geht zurück auf das assyrische „Kifo“ (Fels). Römische Historiker nannten den Ort Cepha und Ciphas. Die Araber nannten den Ort Sabʿat Ag̲h̲wāl, „sieben Höhlen“. Der heutige Name ist eine Deformation von Ḥiṣn Kayfā. Türkische Etymologien führen den Namen auf „Hasan keyfi“ (Hasans Vergnügen) oder „hüsnü keyf“ (gute Laune) zurück. |
| Hasköy           | Dêrxas                                   | Stadt und Landkreis | Hasköy        | Muş           | |
| Hazro            | Hezro                                    | Stadt und Landkreis | Hazro         | Diyarbakır    | |
| Hekimhan         | Hekimxan                                 | Stadt und Landkreis | Hekimhan      | Malatya       | |
| Heybeliyurt      | Cücan                                    | Dorf                | Diyadin       | Ağrı          | Vor der Umbenennung zu Heybeliyurt hieß das Dorf Cücan. Dieser Name ist immer noch gebräuchlich und beim Katasteramt verzeichnet. |
| Hilvan           | Curnê Reş                                | Stadt und Landkreis | Hilvan        | Şanlıurfa     | |
| Hizan            | Xîzan                                    | Stadt und Landkreis | Hizan         | Bitlis        | |
| Hınıs            | Xinûs, Xinis                             | Stadt und Landkreis | Hınıs         | Erzurum       | |
| Hozat            | Xozat                                    | Stadt und Landkreis | Hozat         | Tunceli       | |
| İçören           | Tefê                                     | Dorf                | Savur         | Mardin        | |
| İdil             | Hezex                                    | Stadt und Landkreis | İdil          | Şırnak        | Die Stadt hieß ursprünglich Hazakh [kurd. Hezex]. |
| Iğdır            | Îdir                                     | Stadt und Provinz   | –             | Iğdır         | |
| İkizdere         | Dibenê                                   | Dorf                | Midyat        | Mardin        | |
| İlbeyi           | Elbeg                                    | Dorf                | Kiğı          | Bingöl        | |
| İmranlı          | Çît                                      | Stadt und Landkreis | İmranlı       | Sivas         | |
| Işıklar          | İbrahimiye, Birahîmiyê                   | Dorf                | Kızıltepe     | Mardin        | Der ursprüngliche Name der Ortschaft lautet İbrahimiye. Dieser Name ist beim Grundbuchamt registriert. |
| Kadıköy          | Kadyan                                   | Dorf                | Yüksekova     | Hakkâri       | Der kurdische Name Kadyan ist beim Katasteramt registriert. |
| Kadıköy          | Qazîkoy                                  | Dorf                | Kiğı          | Bingöl        | Der Name leitet sich in beiden Sprachen von Kadi (Richter) ab. |
| Kahramanmaraş    | Gurgum, Mereş                            | Stadt und Provinz   | –             | Kahramanmaraş | Maraş wird [entsprechend der kurdischen Bezeichnung] in assyrischen Texten wiederholt als Hauptstadt des Königreichs Gurgum erwähnt. |
| Kâhta            | Kolîk                                    | Stadt und Landkreis | Kahta         | Adıyaman      | |
| Kale             | Qela, Îzolî                              | Stadt und Landkreis | Kale          | Malatya       | |
| Kalkanlı         | Pargesor, Pargasûr                       | Dorf                | Yayladere     | Bingöl        | Der frühere Name lautete Pargesor. Dieser Name ist auch als „Pargasor“ im Grundbuch verzeichnet. |
| Kantarkaya       | Aşağı Şorik, Şorika jêrîn oder nur Şorik | Dorf                | Karlıova      | Bingöl        | In der Dorfnamenaufstellung in osmanischer Schrift des türkischen Innenministeriums aus dem Jahre 1928 (Son Teşkilât-ı Mülkiyede Köylerimizin Adları) hieß das Dorf Şorik süfla („unteres Şorik“). Der Name Aşağışorik (ebenfalls „unteres Şorik“) ist beim Katasteramt registriert.                                                                                        |
| Kapanca          | Setirabat                                | Dorf                | Diyadin       | Ağrı          | Vor der Umbenennung zu Kapanca hieß die Ortschaft Setirabat. Die Umbenennung erfolgt nach 1945. Die Volkszählung von 1945 führt das Dorf noch mit seinem ursprünglichen Namen auf. Der frühere Name ist auch beim Katasteramt registriert. |
| Kapıköy          | Heretil                                  | Dorf                | Saray         | Van           | Heretil war der ursprüngliche Ortsname. |
| Karabakır        | Bargini                                  | Dorf                | Hozat         | Tunceli       | Bargini war der ursprüngliche Dorfname. |
| Karabey          | Serdeşt                                  | Dorf                | Yüksekova     | Hakkâri       | Karabey bedeutet schwarzer Herr. Der Name Zerdeşt (Zarathustra, Zoroaster) ist beim Katasteramt registriert. |
| Karaçoban        | Qereçoban                                | Stadt und Landkreis | Karaçoban     | Erzurum       | |
| Karakoçan        | Dep                                      | Stadt und Landkreis | Karakoçan     | Elazığ        | |
| Karaman          | Hemziyan                                 | Dorf                | Kızıltepe     | Mardin        | Der ursprüngliche Name der Ortschaft lautet Hamziyan. Dieser Name ist beim Grundbuchamt registriert. |
| Karayazı         | Qereyazî, Qeza oder Gogsî                | Stadt und Landkreis | Karayazı      | Erzurum       | |
| Karlı            | Befircan                                 | Dorf                | Yüksekova     | Hakkâri       | Karlı bedeutet schneebedeckt oder verschneit. Der kurdische Name Befircan geht auf das Wort „Befir“ zurück, was ebenfalls „Schnee“ bedeutet. Der Name ist beim Katasteramt in der Form Befrican registriert. Diese Form ist auch in verschiedenen Volkszählungen und zwei Wörterbüchern Osmanischer Ortsnamen belegt.                                                       |
| Karlıca          | Kırmoçek                                 | Dorf                | Karlıova      | Bingöl        | Der Name Kirmaçek ist beim Katasteramt registriert. Die Umbenennung zu Karlıca erfolgte vor 1962. |
| Karlıova         | Kanîreş                                  | Stadt und Landkreis | Karlıova      | Bingöl        | Der türkische Name bedeutet „schneebedeckte Ebene“, der kurdische „schwarze Quelle“. |
| Kavaklibogaz     | Eyndar                                   | Dorf                | Hazro         | Diyarbakır    | |
| Kayabağ          | Axzûnîg                                  | Dorf                | Pertek        | Tunceli       | Der kurdische Ortsname ist armenischen Ursprungs und war auch der frühere Ortsname. |
| Kayalar          | Kefirzût                                 | Dorf                | Midyat        | Mardin        | |
| Kayatepe         | Harisi                                   | Dorf                | Savur         | Mardin        | |
| Kayaüstü         | Êdo                                      | Dorf                | Ömerli        | Mardin        | |
| Kaynak           | Ceban, Cevan                             | Dorf                | Karlıova      | Bingöl        | Der Name Ceban ist als ursprünglicher Name beim Katasteramt registriert. |
| Kaynarpınar      | Liçik                                    | Dorf                | Karlıova      | Bingöl        | Der ursprüngliche Name der Ortschaft lautet Liçik. Dieser Name ist armenischen Ursprungs. |
| Kemah            | Kemax                                    | Stadt und Landkreis | Kemah         | Erzincan      | |
| Kemaliye         | Egîn                                     | Stadt und Landkreis | Kemaliye      | Erzincan      | Der kurdische Name ist der ursprüngliche Name. Möglicherweise geht er zurück auf das armenische Wort „agn“ (Frühling). |
| Kesmetepe        | Mêmalî                                   | Dorf                | Besni         | Adıyaman      | |
| Kiğı             | Gêxî                                     | Stadt und Landkreis | Kiğı          | Bingöl        | |
| Kırköy           | Qir                                      | Dorf                | Yayladere     | Bingöl        | Der frühere Name lautete Kır. Dieser Name ist auch im Grundbuch verzeichnet. |
| Kıraçtepe        | Çevligişmen                              | Dorf                | Karlıova      | Bingöl        | |
| Kısıklı          | Dêlezi                                   | Dorf                | Yüksekova     | Hakkâri       | Die Ortschaft hieß ursprünglich Dilezi. Dieser Name ist beim Katasteramt registriert. Die Umbenennung erfolgte vor 1975. Dilezi ist auch der Name des Passes (2.100 m) an der Straße zur iranischen Grenze und eines Berges mit 3.250 m Höhe. |
| Kızılkale        | Dirban                                   | Dorf                | Mazgirt       | Tunceli       | |
| Kızıltepe        | Qoser                                    | Stadt und Landkreis | Kızıltepe     | Mardin        | Der kurdische Name „Qoser“ geht zurück auf Koçhisar, das von westlichen Chronisten „Kosar“ genannt wurde. |
| Kocaçoban        | Bubu, Bubo                               | Dorf                | Diyadin       | Ağrı          | Vor der Umbenennung zu Kocaçoban (türk. „Großer Schäfer“) hieß die Ortschaft Bubo. Die Umbenennung erfolgte nach 1945. Die Volkszählung von 1945 führt das Dorf noch mit seinem ursprünglichen Namen auf. Der frühere Name ist auch beim Katasteramt registriert. |
| Kocaköy          | Karaz                                    | Stadt und Landkreis | Kocaköy       | Diyarbakır    | |
| Kocapınar        | Emerîn                                   | Dorf                | Cizre         | Şırnak        | |
| Kolankaya        | Kave                                     | Dorf                | Pertek        | Tunceli       | Kave ist der ursprüngliche Name der Ortschaft. |
| Kolbaşı          | Şavite                                   | Dorf                | Yüksekova     | Hakkâri       | Der türkische Name Kolbaşı bedeutet Anführer. Der kurdische Name ist beim Katasteramt registriert. |
| Konak            | Koçanis                                  | –                   | Hakkâri       | Hakkâri       | Der frühere Name dieser nestorianischen Ortschaft wurde in den Formen Qodchanis, Qudshanes, Qudshanis, Kochanes oder Koçanis überliefert. |
| Konur            | Nixayila                                 | Dorf                | Şemdinli      | Hakkâri       | |
| Köprübaşı        | Curnik                                   | Dorf                | Kızıltepe     | Mardin        | Der ursprüngliche Name der Ortschaft lautet Curnik. Dieser Name ist beim Grundbuchamt registriert. |
| Köprüköy         | Avnîk                                    | Stadt und Landkreis | Erzurum       |               | |
| Köprücük         | Kerpêl                                   | Dorf                | Yüksekova     | Hakkâri       | Köprücük bedeutet kleine Brücke. Der frühere Name lautet Kerpil. Dieser Name ist beim Katasteramt registriert. |
| Köprülü          | Baqeysê                                  | Dorf                | Savur         | Mardin        | |
| Korkut           | Tîl                                      | Stadt und Landkreis | Korkut        | Muş           | |
| Korlu            | Şêxan                                    | Dorf                | Yayladere     | Bingöl        | Der ursprüngliche Name lautete Şeyhan. Die Dorfbevölkerung führt diesen Namen auf einen Scheich Harun zurück, der im 16. Jahrhundert gelebt haben soll. Der Name Şeyhan ist auch im Grundbuch verzeichnet. |
| Koşuyolu         | Erbil                                    | Dorf                | Savur         | Mardin        | |
| Köşkönü          | Pışkesır                                 | Dorf                | Yüksekova     | Hakkâri       | Der kurdische Name Pişkesir ist beim Katasteramt registriert. Die Umbenennung erfolgte vor 1967. |
| Kovancılar       | Qowanciyan                               | Stadt und Landkreis | Kovancılar    | Elazığ        | |
| Kozluk           | Hezo                                     | Stadt und Landkreis | Kozluk        | Batman        | |
| Kulp             | Pasûr                                    | Stadt und Landkreis | Kulp          | Diyarbakır    | |
| Kuluncak         | Aywalî, Tirsekan                         | Stadt und Landkreis | Kuluncak      | Malatya       | |
| Kumçatı          | Dergûl                                   | Ortschaft           | –             | Şırnak        | Der ursprüngliche Ortsname lautet Dergül (دركول). |
| Kurtalan         | Misirc                                   | Stadt und Landkreis | Kurtalan      | Siirt         | |
| Kuşburnu         | Canakız                                  | Dorf                | Diyadin       | Ağrı          | Vor der Umbenennung zu Kuşburnu (türk. Hagebutte) hieß die Ortschaft Canakiz. Der frühere Name ist auch beim Katasteramt registriert. |
| Kutluca          | Xoştûr, Hacatûr                          | Dorf                | Kiğı          | Bingöl        | |
| Küçüküngüt       | Ungutmilyanli                            | Dorf                | Çağlayancerit | Kahramanmaraş | |
| Kürkçü           | Kûrcik                                   | Dorf                | Kangal        | Sivas         | Der frühere Dorfname lautete Kurçik. Dieser Name ist kurdischer Herfkunft und bedeutet „Steinhaufen“. Der heutige türkische Name Kürkçü bedeutet Kürschner. |
| Lice             | Licê                                     | Stadt und Landkreis | Lice          | Diyarbakır    | |